# Asyndetus bursericola
Asyndetus bursericola är en tvåvingeart som beskrevs av Daniel J. Bickel och Sinclair 1997. Asyndetus bursericola ingår i släktet Asyndetus och familjen styltflugor. Inga underarter finns listade i Catalogue of Life.